# Gornjaki (żupania zagrzebska)
Gornjaki – wieś w Chorwacji, w żupanii zagrzebskiej, w gminie Preseka. W 2011 roku liczyła 49 mieszkańców.